# Thu nhập quốc dân
Thu nhập quốc dân (Gross national income – GNI) là chỉ số kinh tế xác định tổng thu nhập của một quốc gia trong một thời gian, thường là một năm. Đây là chỉ tiêu đo thực lực của quốc gia. Thu nhập quốc dân tương tự như Tổng sản lượng quốc gia – GNP, chỉ khác biệt ở chỗ GNP không trừ đi thuế gián thu và khấu hao. Ví dụ, lợi nhuận của một công ty Mỹ hoạt động tại Anh sẽ được tính vào GNI của Mỹ và GDP của Anh, không tính vào GNI của Anh hay GDP của Mỹ.

## Thành phần
Nó bao gồm tổng giá trị hàng hóa và dịch vụ tạo ra trong quốc gia (chính là Tổng sản phẩm nội địa -  GDP), cộng với thu nhập nhận được từ bên ngoài (chủ yếu là lãi vay và cổ tức), trừ đi những khoản tương tự phải trả ra bên ngoài.
Thu nhập quốc dân bao gồm: chi tiêu dùng cá nhân, tổng đầu tư của dân cư, chi tiêu dùng của chính phủ, thu nhập thuần từ tài sản ở nước ngoài (sau khi trừ các thuế), và tổng giá trị hàng hóa và dịch vụ xuất khẩu và trừ đi hai khoản: tổng giá trị hàng hóa và dịch vụ nhập khẩu và thuế gián thu.

## Cách tính toán
Liên hợp quốc đưa ra hai hệ thống thống kê phục vụ cho việc tính toán thu nhập quốc dân:
- Hệ thống tài khoản quốc gia cho kinh tế thị trường
- Hệ thống sản phẩm vật chất cho kinh tế kế hoạch hóa tập trung

Nói chung, hai hệ thống này khác nhau về bản chất.